# Phyllis Allen
Pour les articles homonymes, voir Allen.
Phyllis Allen (née le 25 novembre 1861, morte le 26 mars 1938) est une actrice américaine du cinéma muet. Elle a joué dans de nombreuses comédies burlesques aux côtés de Charlie Chaplin, Mabel Normand, Roscoe Arbuckle et Mack Sennett.

## Filmographie partielle
- 1914 : Charlot garçon de café
- 1914 : Madame Charlot
- 1914 : Charlot garçon de théâtre
- 1914 : Charlot et Fatty font la bombe
- 1914 : Charlot mitron
- 1914 : Charlot et Mabel aux courses
- 1914 : Charlot papa
- 1914 : Charlot et Mabel en promenade
- 1914 : Le Roman comique de Charlot et Lolotte
- 1914 : Les Noces de Fatty
- 1914 : Leading Lizzie Astray
- 1915 : Charlot au music-hall
- 1915 : L'Escapade de Julot
- 1915 : Fatty et la plongeuse (Fickle Fatty's Fall) de Roscoe Arbuckle
- 1915 : Le Sous-marin pirate (A Submarine Pirate) de Charles Avery et Syd Chaplin
- 1922 : Jour de paye
- 1923 : Le Pèlerin

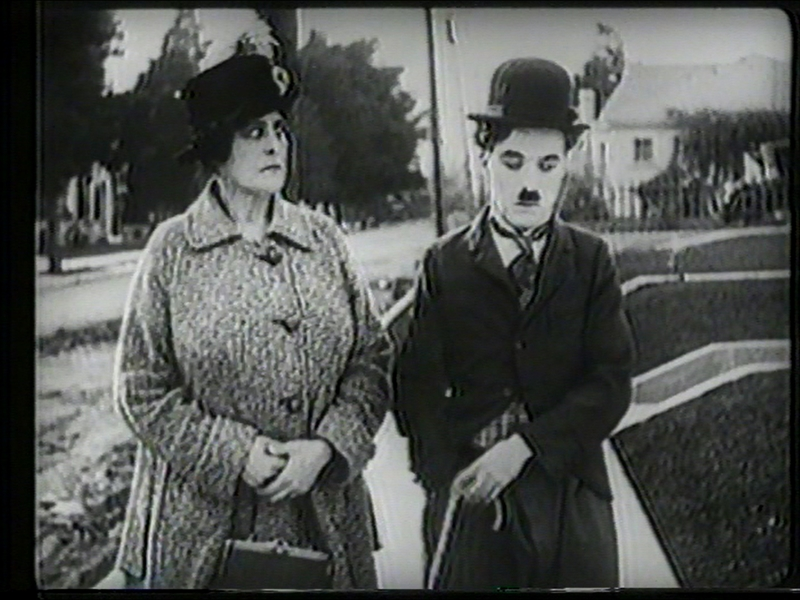
Phyllis Allen et Charlie Chaplin dans Jour de paye (Pay Day)
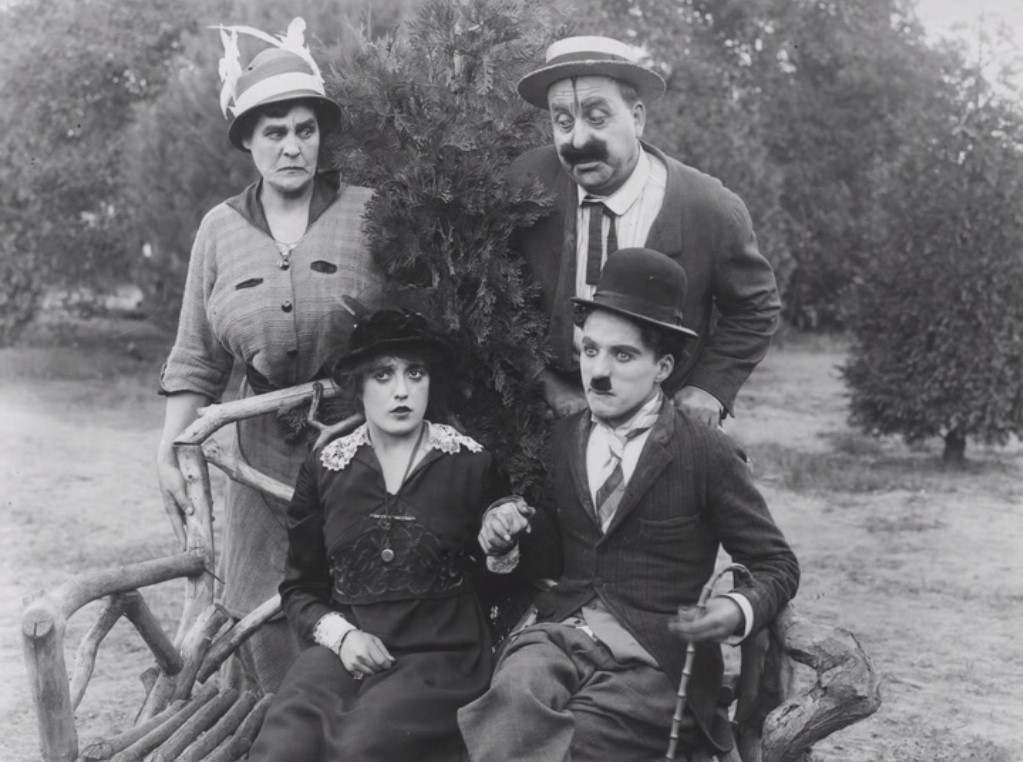
Phyllis Allen, Mack Swain, Mabel Norman et Charlie Chaplin dans Charlot et Mabel en promenade